# Liechtenstein na Zimowych Igrzyskach Olimpijskich 1964
Liechtenstein na Zimowych Igrzyskach Olimpijskich 1964 reprezentowało sześciu zawodników. W reprezentacji Liechtensteinu znaleźli się sami mężczyźni. Wystartowali oni w konkurencjach alpejskich i saneczkarstwie.

## Kadra

### Narciarstwo alpejskie

#### Mężczyźni
| Zawodnik             | Konkurencja | Konkurencja | Konkurencja   | Konkurencja   | Konkurencja             | Konkurencja             | Konkurencja             | Konkurencja             |
| Zawodnik             | Zjazd       | Zjazd       | Slalom gigant | Slalom gigant | Slalom specjalny        | Slalom specjalny        | Slalom specjalny        | Slalom specjalny        |
| Zawodnik             | Czas        | Pozycja     | Czas          | Pozycje       | Czas 1-go przejazdu     | Czas 2-go przejazdu     | Czas łączny             | Pozycja                 |
| -------------------- | ----------- | ----------- | ------------- | ------------- | ----------------------- | ----------------------- | ----------------------- | ----------------------- |
| Josef Gassner        | 2:37,38     | 53.         | 2:10,67       | 47.           | Odpadł w kwalifikacjach | Odpadł w kwalifikacjach | Odpadł w kwalifikacjach | Odpadł w kwalifikacjach |
| Hans-Walter Schädler | 2:35,84     | 48.         | 2:05,08       | 40.           | 1:20,29                 | 1:11,71                 | 2:32,00                 | 36.                     |
| August Wolfinger     | 2:37,25     | 52.         | 2:10,64       | 46.           | Odpadł w kwalifikacjach | Odpadł w kwalifikacjach | Odpadł w kwalifikacjach | Odpadł w kwalifikacjach |

### Saneczkarstwo

#### Mężczyźni
| Zawodnik        | Konkurencja | Ślizg 1                  | Ślizg 2                  | Ślizg 3                  | Ślizg 4                  | Łącznie                  | Pozycja                  |
| --------------- | ----------- | ------------------------ | ------------------------ | ------------------------ | ------------------------ | ------------------------ | ------------------------ |
| Hans Nägele     | Jedynki     | 59,65                    | 1:04,56                  | 1:00,65                  | 1:01,43                  | 4:06,29                  | 27.                      |
| Johann Schädler | Jedynki     | Nie ukończył konkurencji | Nie ukończył konkurencji | Nie ukończył konkurencji | Nie ukończył konkurencji | Nie ukończył konkurencji | Nie ukończył konkurencji |
| Magnus Schädler | Jedynki     | 1:03,16                  | 1:03,26                  | 1:05,75                  | 1:04,94                  | 4:17,11                  | 30.                      |